# USS Bogue (CVE-9)
Авіаносець «Боуг» (англ. USS Bogue (CVE-9)) - ескортний авіаносець США часів Другої світової війни однойменного типу (1 група, тип «Attacker»).

## Історія створення
Авіаносець «Боуг» був закладений 1 жовтня 1941 року на верфі «Seattle-Tacoma Shipbuilding Corporation». Спущений на воду 15 січня 1942 року, вступив у стрій 26 вересня того ж року.

## Історія служби
Після вступу устрій з березня 1943 року авіаносець «Боуг» ніс службу в Атлантичному океані, де входив до складу пошуково-ударної групи. Авіаносець здійснив 11 патрульних походів у 1943 році, 6 походів у 1944 році та 1 похід у 1945 році. Його літаки потопили 9 німецьких підводних човнів:
- U-569 - 22.05.1943 р. (50°40′ пн. ш. 35°21′ зх. д. / 50.667° пн. ш. 35.350° зх. д.)
- U-217 - 05.06.1943 р. (30°18′ пн. ш. 42°50′ зх. д. / 30.300° пн. ш. 42.833° зх. д.)
- U-118 - 12.06.1943 р. (30°49′ пн. ш. 33°49′ зх. д. / 30.817° пн. ш. 33.817° зх. д.)
- U-527 - 23.07.1943 р. (35°25′ пн. ш. 27°56′ зх. д. / 35.417° пн. ш. 27.933° зх. д.)
- U-86 - 29.11.1943 р. (39°33′ пн. ш. 19°01′ зх. д. / 39.550° пн. ш. 19.017° зх. д.)
- U-172 - 12.12.1943 р. (разом із надводними кораблями) (26°19′ пн. ш. 29°58′ зх. д. / 26.317° пн. ш. 29.967° зх. д.)
- U-850 - 20.12.1943 р. (32°54′ пн. ш. 37°01′ зх. д. / 32.900° пн. ш. 37.017° зх. д.)
- U-575 - 13.03.1944 р. (разом із надводними кораблями) (46°18′ пн. ш. 27°34′ зх. д. / 46.300° пн. ш. 27.567° зх. д.)
- U-1229 - 20.08.1944 р. (42°20′ пн. ш. 51°39′ зх. д. / 42.333° пн. ш. 51.650° зх. д.)

Також його літаки потопили японський підводний човен I-52 (15°16′ пн. ш. 39°55′ зх. д. / 15.267° пн. ш. 39.917° зх. д.).
Влітку 1945 року авіаносець «Боуг» перейшов на Тихий океан, де взяв участь в операції «Чарівний килим» із повернення на батьківщину американських військовослужбовців.
30 листопада 1946 року авіаносець був виведений в резерв. 12 червня 1955 року він був перекласифікований в ескортний вертольотоносець CVHE-9. 
1 березня 1959 року «Боуг» був виведений зі складу флоту і наступного року розібраний на метал в Японії.

## Нагороди
За участь у бойових діях авіаносець «Боуг» був нагороджений трьома Бойовими зірками.